# Picrodendraceae
Picrodendraceae — родина квіткових рослин, що складається з 80 видів у 24 родах. Вони від субтропічних до тропічних і зустрічаються в Новій Гвінеї, Австралії, Новій Каледонії, Мадагаскарі, континентальній Африці та тропічній Америці. Його найближчими родичами є Phyllanthaceae. Раніше ця родина була відома як підродина Oldfieldioideae Euphorbiaceae.

## Таксономія
Родина містить близько 80 видів, організованих у три триби, десять підтриб і 24 роди.

## Роди
- Androstachys
- Aristogeitonia
- Austrobuxus
- Celaenodendron
- Choriceras
- Dissiliaria
- Hyaenanche
- Kairothamnus
- Longetia
- Micrantheum
- Mischodon
- Neoroepera
- Oldfieldia
- Paradrypetes
- Parodiodendron
- Petalostigma
- Picrodendron
- Piranhea
- Podocalyx
- Pseudanthus
- Scagea
- Stachyandra
- Stachystemon
- Tetracoccus
- Voatamalo
- Whyanbeelia